# Palaquium ellipticum
Palaquium ellipticum är en tvåhjärtbladig växtart som först beskrevs av Nicol Alexander Dalzell, och fick sitt nu gällande namn av Henri Ernest Baillon. Palaquium ellipticum ingår i släktet Palaquium och familjen Sapotaceae. Inga underarter finns listade i Catalogue of Life.